# 纤杆蒿
纤杆蒿（学名：Artemisia demissa）是菊科蒿属的植物。分布在俄罗斯以及中国大陆的西藏、甘肃、四川、内蒙古、青海等地，生长于海拔2,600米至4,800米的地区，见于山谷、山坡、路旁、沙质、草坡和砾质草地上，目前尚未由人工引种栽培。